# ハインリヒ3世 (ケルンテン公)

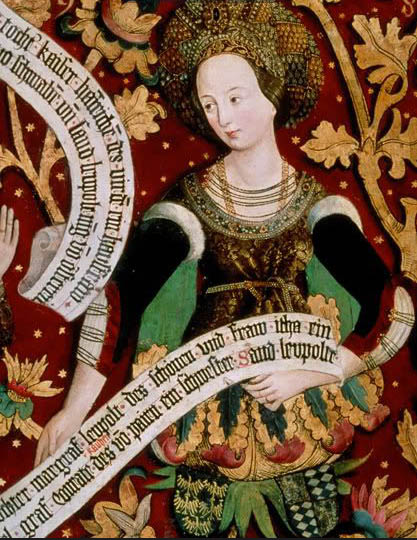
3番目の妃ゾフィー・フォン・エスターライヒ

ハインリヒ3世（ドイツ語：Heinrich III., 1050年ごろ - 1122年12月4日）は、エッペンシュタイン伯。ケルンテン公およびヴェローナ辺境伯（在位：1090年 - 1122年）。ケルンテン公となった最後のエッペンシュタイン家の人物である。

## 生涯
ハインリヒ3世はマルクヴァルト4世・フォン・エッペンシュタインとリウトビルク・フォン・プライン（プライン伯リウトルト2世の娘）の間の息子である。兄リウトルトは1077年にツェーリンゲン家のケルンテン公ベルトルト2世が廃位された後、皇帝ハインリヒ4世よりケルンテン公領を与えられた。リウトルトとハインリヒの兄弟は叙任権闘争およびカノッサの屈辱の際も皇帝に忠実であった。諸侯が対立王としてルドルフ・フォン・ラインフェルデンを選んだ際も、エッペンシュタイン家はハインリヒ4世がドイツに戻るための安全な通行路を確保した。
1077年かそのすぐあとに、皇帝ハインリヒ4世はハインリヒ3世にクライン辺境伯領およびイストリア辺境伯領を与えた。兄リウトルトが嗣子なく1090年に死去した際、皇帝はハインリヒ3世にケルンテン公領およびヴェローナ辺境伯領を与えたが、クライン辺境伯領をアクィレイア総大司教領とし、イストリア辺境伯領をヴァイマル＝オーラミュンデ伯ポッポ2世に与えた。ハインリヒ3世はアクィレイア総大司教であった弟ウルリヒ1世のもと総大司教領のフォークトをつとめた。1105年にローマ王ハインリヒ5世が父皇帝ハインリヒ4世を廃位した際には、ハインリヒ3世は弟ウルリヒとともにハインリヒ5世を支持した。叙任権闘争の間に、1121年にハインリヒ3世はザルツブルク大司教コンラート1世との間で武力衝突を起こした。
ハインリヒ3世は3度結婚し、3度目にオーストリア辺境伯レオポルト2世の娘ゾフィーと結婚した。いずれの結婚でも子供は得られなかった。
1122年にハインリヒ3世は死去し、エッペンシュタイン家は断絶した。ケルンテン公領はハインリヒ3世が代父となっていたシュポンハイム家のハインリヒ4世に与えられた。